# Mariensäule (Pinkafeld)

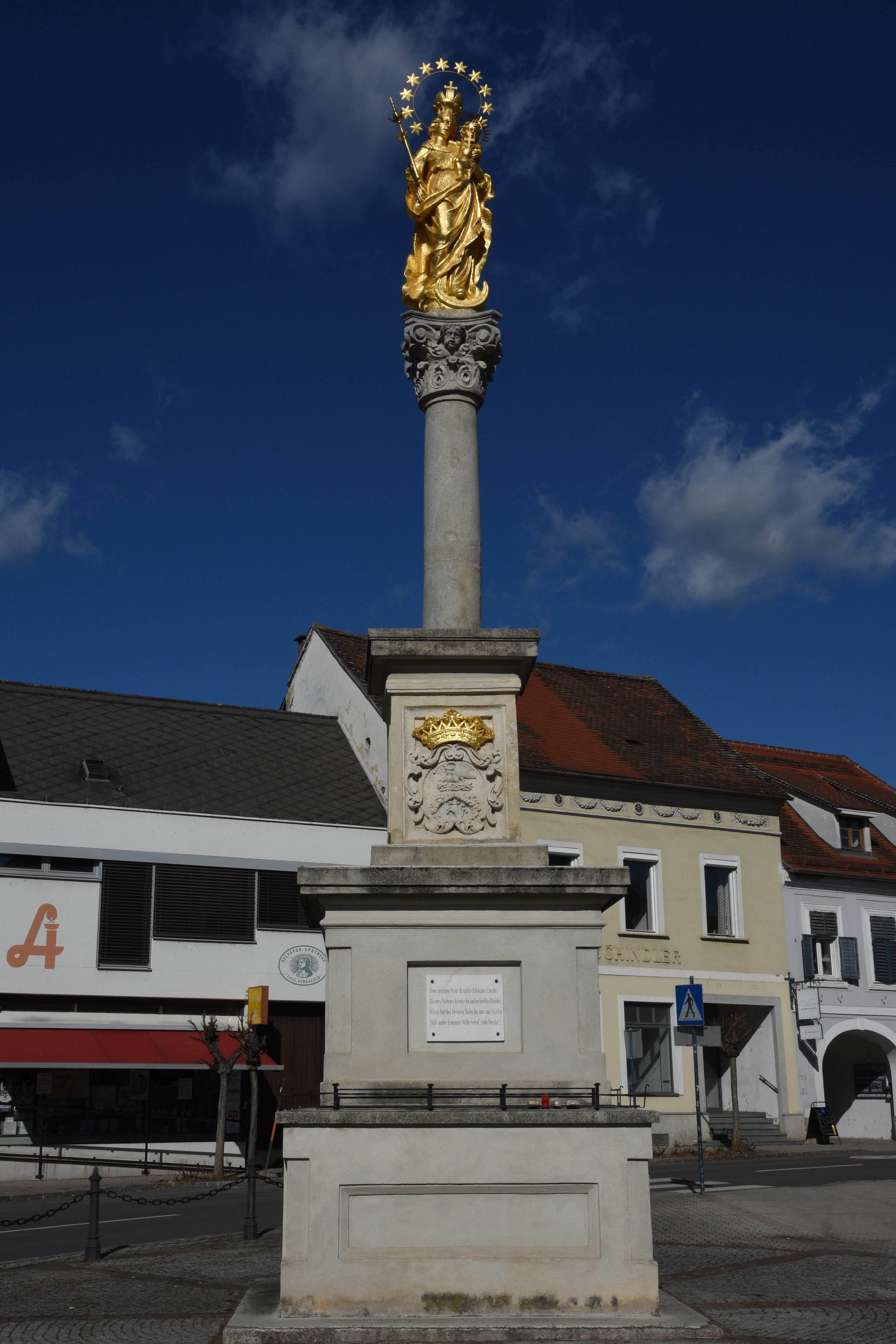
Mariensäule in Pinkafeld

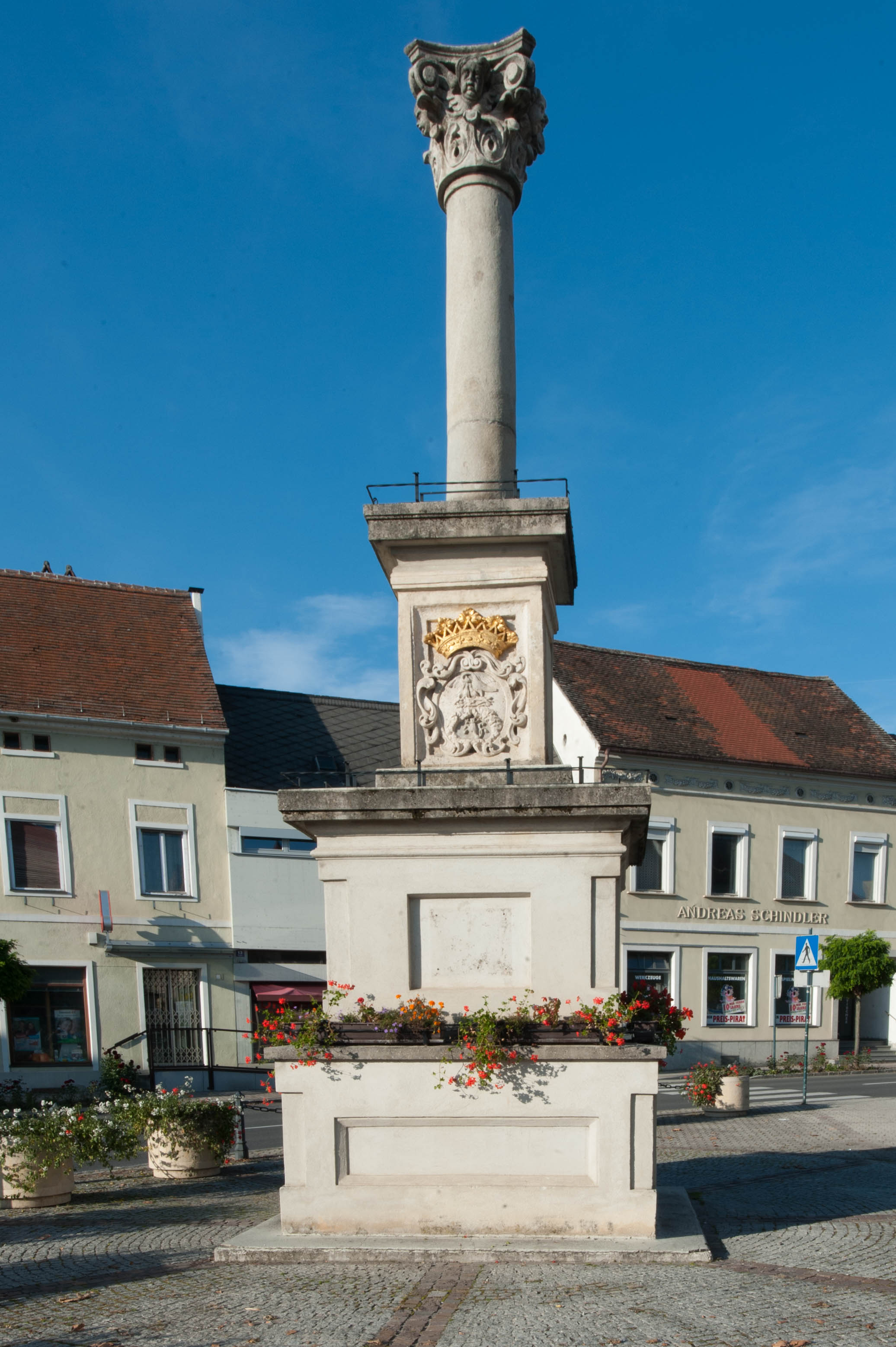
Während der letzten Renovierung 2014 wurde die Marienstatue von der Säule entfernt.

Die Mariensäule steht auf dem Marktplatz der burgenländischen Stadt Pinkafeld. Urkundlich erstmals erwähnt wird sie in der kanonischen Visitation des Jahres 1757. Ihre Entstehung datiert man um das Jahr 1700 als Votivbau anlässlich des Endes des Großen Türkenkrieges und der damit einhergehenden, endgültigen Abwehr der Gefahr, die von den Feldzügen des Osmanischen Reiches für Mitteleuropa ausging.
Die Geschichte der Mariensäule ist eng mit der ungarischen Adelsfamilie Batthyány verbunden, die Schloss Batthyány in Pinkafeld residierte. Die Adelsfamilie ließ die Säule im 19. Jahrhundert mehrmals renovieren. Im Zuge dieser Renovierungsarbeiten wurde auch das Familienwappen der Batthyánys an der Südseite des Sockels angebracht.

## Geschichte

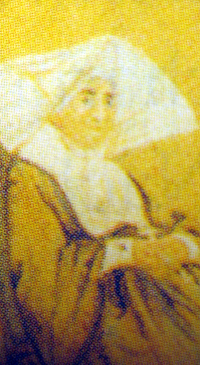
Gräfin Franziska Batthyàny als Ordensschwester

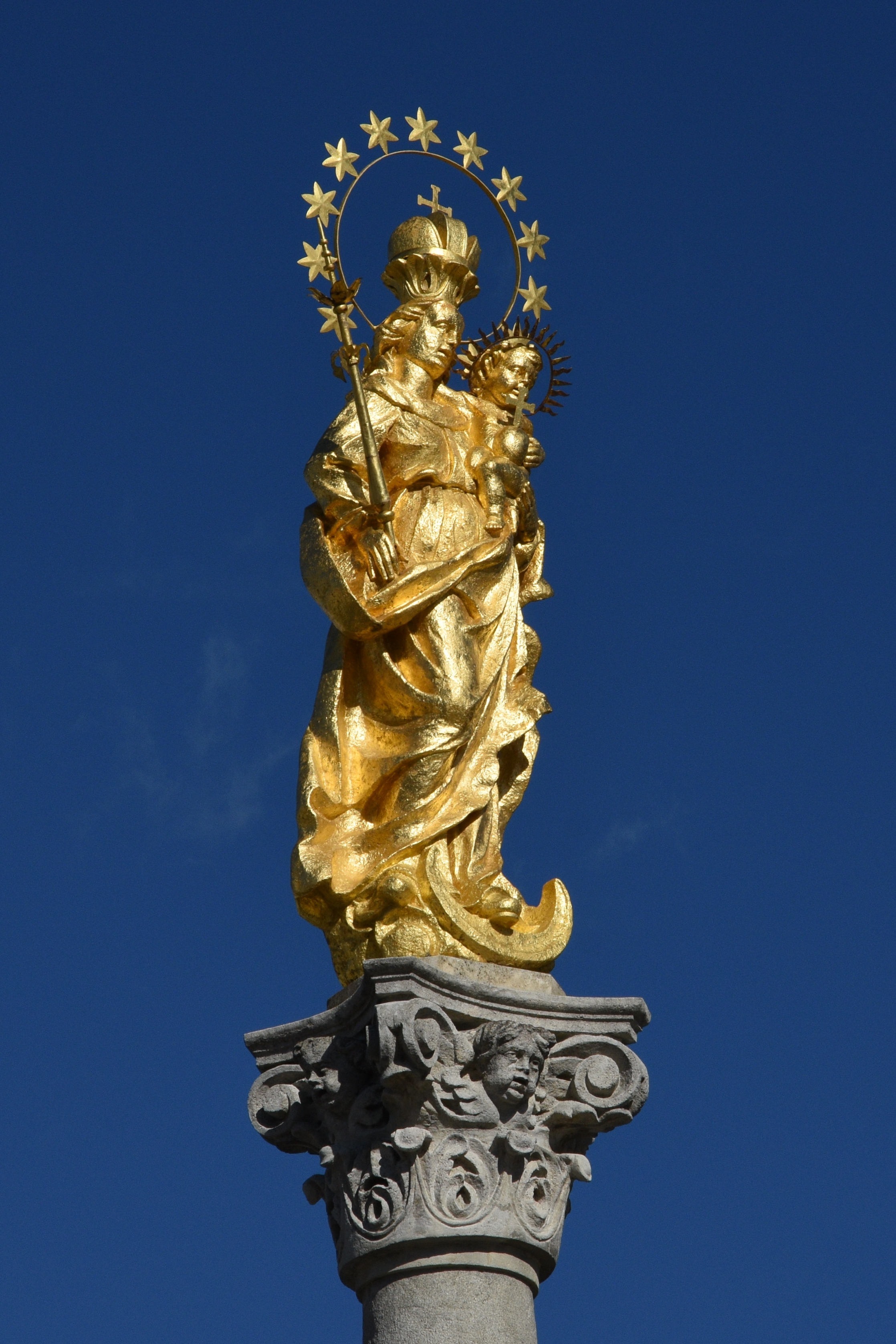
Gottesmutter mit Jesuskind

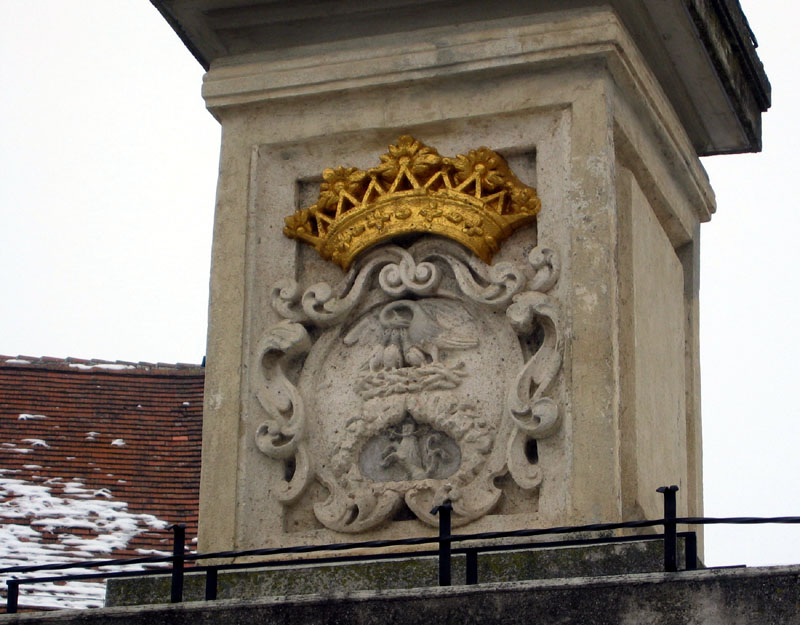
Wappen der Familie Batthyány auf der Mariensäule

Pinkafeld wurde 1529 während der Ersten Wiener Türkenbelagerung von marodierenden osmanischen Streifscharen heimgesucht, die abseits des Hauptheeres ins Landesinnere vorstießen, und am 18. Oktober 1532 in Folge der abgebrochenen Belagerung von Güns durch das abziehende osmanische Hauptheer dem Erdboden gleichgemacht. Ein weiteres Indiz, dass die Säule in Zusammenhang mit den Türkenkriegen steht, sieht man in der Ähnlichkeit mit der Grazer Mariensäule, die nach der Schlacht bei Mogersdorf errichtet wurde. Die Darstellung der Gottesmutter, die mit einem Bein auf einer Mondsichel steht, gilt als Symbol für ihren Beistand beim Sieg über die Osmanen.
Am 2. Februar 1817 forderte ein Feuer in Pinkafeld zwölf Menschenleben. Auch die Mariensäule wurde schwer in Mitleidenschaft gezogen. Daraufhin wurde der zweite Februar von der Stadtgemeinde zum Buß- und Bettag erklärt. Gräfin Franziska Batthyány ließ aus diesem Grund die im Volksmund Frauensäule genannte Säule renovieren. Die Gräfin, die im Schloss Batthyány zahlreiche Künstler aus dem sogenannten Hofbauer-Kreis hofierte, ließ durch Zacharias Werner folgende Inschrift an der Mariensäule anbringen:

„Unbefleckt Empfangene hoch zu loben - Stillend äußerer, innerer Flammen Toben, - Huldreich allen, die dir vertraun, - Was zerstört ist, hilf uns neu erbaun!“

1860 ließ die Familie Batthyány die Mariensäule erneut renovieren. Der Pinkafelder Maler Johann Rohrer wurde beauftragt, die Marienstatue zu vergolden. Die Säule selbst wurde um rund einen Meter erhöht, die vier Ecksteine aus Schildbacher Sandstein mit einer Ketteneinfassung verbunden, sowie ein an die Restaurierung erinnernde Texte angebracht.
Im 19. Jahrhundert bildete die Säule den Mittelpunkt von Prozessionen anlässlich des Herz-Jesus-Festes, bei dem bis zu 30 Priester, einschließlich des Bischofs des zuständigen Bistums Steinamanger und mehrerer tausend Menschen teilnahmen.
Verkehrsbedingt versetzte man die Mariensäule 1938 in Richtung Westen hin zum Hotel Fuith. Mehr als vierzig Jahre später kam es durch eine Privatinitiative zu einer Renovierung der Säule und der Marienstatue, die neu vergoldet wurde. Ende der 1980er-Jahre erfolgte die Neugestaltung der Stadtdurchfahrt. Dabei wurde die Mariensäule in Richtung Osten, auf den nunmehrigen Standort versetzt.
Die letzte Renovierung 2014 finanzierte die Diözese Eisenstadt, das Bundesdenkmalamt, die Landeskulturabteilung Burgenland, die Stadtgemeinde Pinkafeld sowie die Bevölkerung durch Spenden.
Die Säule ist bis heute ein fixer Bestandteil von Prozessionen bei kirchlichen Feiertagen wie Ostern oder Fronleichnam und dem Herz-Jesu-Fest.

## Beschreibung
Der dreistufige Sockel enthält die von Zacharias Werner verfasste Inschrift sowie Texte, die an die Renovierung von 1860 erinnern. Das Wappen der Familie Batthyány ist an der Südseite des Sockels angebracht. Über der letzten Sockelstufe erhebt sich die Säule, die von einem korinthischen Kapitell mit Engelsköpfen abgeschlossen wird. Auf dem Kapitell steht die aus grauem Sandstein gearbeitete und vergoldete Marienstatue. Ein Fuß der Statue ruht auf einer Mondsichel. Auf dem linken Arm hält die Gottesmutter das Jesuskind, während die rechte Hand ein Zepter umschließt. Auf dem Kopf trägt die Marienstatue eine Kürbiskrone, die von einem Sternenkranz umgeben ist.
Das Familienwappen der Batthyánys zeigt in seiner Mitte einen in seinem Nest sitzenden Pelikan, der sich mit dem Schnabel seine eigene Brust aufritzt und mit dem heraustropfenden Blut seine Jungen ernährt. Diese Darstellung ist ein Symbol für die Zusammengehörigkeit der Familie Batthyány. Der untere Teil des Wappens enthält einen doppelschwanzigen, aus Wellen herauswachsenden Löwen, der einen Krummsäbel im Rachen hat. Dieser Löwe stellt den Beschützer der Familie dar. Den oberen Teil des Wappens bildet eine vergoldete, neunzackige Krone. Diese neun Zacken sind ein Hinweis auf die neun ungarischen Komitate, in denen die Familie Batthyány Herrschaftsgewalt hatte.